# Gammalindiskt försvar
Den här artikeln använder algebraisk schacknotation för att beskriva schackdragen.
Gammalindiskt försvar är en schacköppning som inleds med dragen:
1. d4 Sf6
2. c4 d6
Svart placerar sen sin löpare på e7. Om svart i stället utvecklar sin löpare till g7 blir öppningen kungsindiskt försvar.
Jämfört med andra indiska försvar är gammalindiskt en ovanlig öppning.
Den har vissa likheter med kungsindiskt men löparen har en mindre aktiv roll på e7 än på g7 och svart kan få en trång ställning.
Den förste som spelade gammalindiskt på högre nivå var Michail Tjigorin. 
Huvudvarianten fortsätter
3.Sc3 Sbd7 4.Sf3 e5 5.e4 (eller 5.g3) 5...c6 6.Le2 Le7 7.0–0 0–0.